# التقرير الدولي حول الإعاقة
يمثل التقرير الدولي حول الإعاقة أول مستند يقدم صورة عالمية شاملة لموقف الأشخاص ذوي الإعاقات واحتياجاتهم والعوائق التي يواجهونها للمشاركة بصورة كاملة في مجتمعاتهم. والهدف من هذا التقرير هو دعم تنفيذ ميثاق حقوق الأشخاص ذوي الإعاقات (CRPD). ويعمل هذا التقرير الذي نشرته منظمة الصحة العالمية (WHO) والبنك الدولي على تجميع أفضل معلومات علمية متاحة حول الإعاقة. وهذا التقرير وثيق الصلة بمجالات الصحة العامة وحقوق الإنسان والتطوير والجمهور المعني هم واضعو السياسات ومقدمو الخدمات والمهنيون ومناصرو الأشخاص ذوي الإعاقات وأسرهم. وقد تمت صياغة هذا التقرير بمشاركة كاملة من الأشخاص ذوي الإعاقات والمؤسسات المسؤولة عنهم، وكذلك أصحاب مصالح معنيون آخرون.

## النتائج الرئيسية
- أكثر من مليار شخص في العالم لديهم شكل من الإعاقة. وهذا يمثل قرابة 15% من سكان العالم. هناك عدد يتراوح ما بين 110 - 190 مليون شخص لديهم صعوبات كبيرة للغاية في العمل.
- ويكون الأشخاص ذوو الإعاقات أكثر عرضة لعدم التوظيف مقارنة بالأشخاص غير المعاقين. في دول منظمة التعاون الاقتصادي والتنمية، يرتفع متوسط توظيف الأشخاص ذوي الإعاقات (44%) قليلاً عن نصف متوسط توظيف الأشخاص من غير ذوي الإعاقات (75%).
- غالبًا ما لا يحصل الأشخاص ذوو الإعاقات على الرعاية الصحية اللازمة. نصف الأشخاص المعاقين لا يمكنهم توفير تكاليف الرعاية الصحية، مقارنةً بثلث الأشخاص من غير المعاقين. الأشخاص ذوو الإعاقات تزيد لديهم احتمالية اكتشاف عدم كفاية مهارات موفري الرعاية الصحية أكثر من الضعف، ويحتمل بدرجة تقترب من ثلاثة أضعاف أن يحرموا من الرعاية الصحية وتزيد احتمالية إبلاغهم عن تلقيهم لمعاملة سيئة بمعدل أربعة أضعاف مقارنة بالأشخاص غير المعاقين.
- يكون الأطفال ذوي الإعاقات أقل احتمالية للذهاب للمدرسة مقارنةً بالأطفال من غير المعاقين. توجد فجوات إكمال التعليم لدى جميع المجموعات العمرية في كافة البيئات، ولكن العينة تكون أكثر بروزًا في الدول الأكثر فقرًا. وحتى في الدول التي يذهب فيها معظم الأطفال غير المعاقين إلى المدرسة، لا يذهب العديد من الأطفال ذوي الإعاقات إلى المدرسة. على سبيل المثال في بوليفيا تذهب نسبة 98% تقريبًا من الأطفال غير المعاقين إلى المدرسة، ولكن أقل من 40% من الأطفال المعاقين يذهبون للمدرسة. وفي إندونيسيا، يذهب إلى المدرسة أكثر من 80% من الأطفال غير المعاقين، ولكن أقل من 25% من الأطفال ذوي الإعاقات يذهبون إلى المدرسة.
- يواجه الأشخاص ذوو الإعاقات زيادة الاعتماد على الآخرين ومحدودية المشاركة في مجتمعاتهم. وحتى في الدول مرتفعة الدخل، تفتقر نسبة 20 - 40% من الأشخاص ذوي الإعاقات إلى المساعدة التي يحتاجون إليها للمشاركة في الأنشطة اليومية. ففي الولايات المتحدة الأمريكية، تعتمد نسبة 70% من البالغين ذوي الإعاقات على الأسرة والأصدقاء للحصول على مساعدة في الأنشطة اليومية[3]

## الرسائل الرئيسية
- نسبة انتشار الإعاقة مرتفعة وتتزايد، وذلك نتيجة لارتفاع عمر السكان وزيادة الأمراض المزمنة. وهناك عوامل أخرى مثل التصادمات المرورية على الطرق والعنف والكوارث تساهم في تزايد أعداد المعاقين في سياقات معينة.
- تؤثر الإعاقة بنسب متفاوتة على الفئات المعرضة للخطر (النساء وكبار السن والفقراء).
- إن الإعاقة متنوعة للغاية، بصرف النظر عن النظرة النموذجية للشخص المعاق على أنه مستخدم الكرسي المتحرك.
- يواجه الأشخاص ذوو الإعاقات عوائق في الوصول إلى الخدمات (الصحة والتعليم والتوظيف والمواصلات إلى جانب عوائق أخرى).
- والعديد من العوائق التي يواجهها أصحاب الإعاقات يمكن تجنبها ومن الممكن التغلب على العيوب المرتبطة بالإعاقة.[5]

## التوصيات
إلى جانب التوصيات الخاصة بالقسم، هناك تسع توصيات متداخلة، على النحو التالي:
1. تمكين الوصول إلى جميع الأنظمة والخدمات السائدة
2. الاستثمار في برامج وخدمات للأشخاص ذوي الإعاقات
3. تبني إستراتيجية قومية لمكافحة الإعاقة وخطة عمل
4. إشراك الأشخاص ذوي الإعاقات
5. تحسين قدرات الموارد البشرية
6. توفير التمويل الكافي وتحسين مدى التوفر
7. زيادة الوعي العام والمعرفة بشأن الإعاقة
8. تحسين مدى توفر البيانات المرتبطة بالإعاقة وجودتها
9. تعزيز ودعم الأبحاث حول الإعاقة

## التغطية الصحفية
كانت هناك تغطية صحفية واسعة الانتشار لطرح التقرير الدولي حول الإعاقة في 9 يونيو عام 2011 بمقر الأمم المتحدة في نيويورك. وقد قامت أبرز المنافذ الإعلامية العالمية والقومية مثل The Guardian و Washington Post و The Globe and Mail وSydney Morning Heraldو وLe Nouvel Observateur وLa Nacion وThe Hindu وGazeta وEl Pais والعديد من المنافذ الأخرى بتغطية هذا الطرح. كما نشرت قنوات البث مثل CNN وBBC Radio وAl Jazeera English وFox News وVoice of America أنباءً عن التقرير، كما فعلت العديد من وكالات الأنباء: Associated Press وAgence France-Press وDeutsche Presse Agentur وThe Canadian Press وPanapress.

## المتابعة
تمت متابعة عملية الطرح العالمية مع عمليات الطرح القومية في العديد من الدول بما يتضمن الأرجنتين وأستراليا والنمسا والبرازيل وكندا وشيلي والصين وأيرلندا وفنلندا وألمانيا وغانا وهولندا وميانمار والفلبين وسلوفاكيا وسريلانكا وتوجو وتركيا وتركمنستان والولايات المتحدة الأمريكية إلى جانب البرلمان الأوروبي. وتهدف عمليات الطرح القومية والحوارات السياسية إلى مساعدة الدول على الاستفادة من التقرير الدولي بشأن الإعاقة كوسيلة لتعزيز سياستها المحلية وأعمال الإمداد و/أو التنمية الدولية. والعديد من الدول لديها الآن خطط عمل قومية حول الإعاقة، بما يتماشى مع توصية التقرير و/أو تعمل لتنفيذ ميثاق حقوق الأشخاص ذوي الإعاقات، وذلك بمساعدة التقرير.
إن تنفيذ توصيات التقرير الدولي بشأن الإعاقة سيتطلب التزامًا قويًا من مجموعة واسعة من أصحاب المصالح. فبينما يتوقع من الحكومات القومية القيام بأبرز الأدوار، هناك لاعبون آخرون يمكنهم التقدم بمساهمات بالغة الأهمية. ويقدم التقرير توصيات واقعية حول الطريقة التي تستطيع من خلالها الوكالات التابعة للأمم المتحدة والمؤسسات المعنية بالأشخاص المعاقين ومقدمي الخدمات والمؤسسات الأكاديمية والقطاع الخاص والمجتمعات والأشخاص ذوي الإعاقات وأسرهم المساعدة على ترجمة هذا التقرير إلى خطوات عملية ملموسة. تقوم منظمة الصحة العالمية بتطوير مواد دعم، مثل استبيان الإعاقة النموذجي والإرشادات المتعلقة بإعادة التأهيل والتدريب على إعادة التأهيل القائم على المجتمع لتقديم قدر أكبر من المساعدة لأعمال المعاقين في الدول.